# Rafael Ağayev
Rafael Aghayev (Sumqayit, Azerbaiyán, 4 de marzo de 1985) es un karateka azerbaiyano especializado en kumite, capitán de la Selección Azerbaiyana de Karate.

## Trayectoria

### Primeros años
Graduado en la escuela secundaria n.º 21 en 2003. En 2007 se graduó como licenciado en la Academia de la Cultura Física y el Deporte, la facultad de artes marciales en la especialidad entrenador-instructor de karate en el marco del departamento de «artes marciales y sus técnicas». De 2007 a 2008 sirvió a las fuerzas armadas en el  Distrito de Ghaziabad, y luego fue transferido al Club Central de Deportes del Ministerio de Defensa como deportista prometedor. Aghayev nunca se planteó si practicar deporte o no, ya que su padre, siendo jugador de fútbol profesional, cultivó el amor por el deporte a él y a sus dos hermanos mayores. El hermano mayor, Ruslan, comenzó a entrenar en Judo, mientras el segundo hermano, Rustam, practicó boxeo. Aghayev como muchos otros chicos tuvieron que encontrar su lugar en la vida, y él comenzó a seguir los pasos de su padre, a partir de los 7 años se involucró en el fútbol y al mismo tiempo comenzaron los entrenamientos de karate tomando clases con su primer entrenador, Rafael Mammadov, quien le enseñó las primeras habilidades. Esto se prolongó durante varios años. Posteriormente, empezó a destacar cuando participó en competiciones nacionales y fue invitado a entrenar en un famoso club de la República, el 'Budokan', bajo la dirección de Fizuli Musayev.

### Carrera
Ya en el primer campeonato de la República, Rafael ganó con victorias aplastantes sobre todos sus rivales, y fue visto por el presidente de la Federación Nacional de Karate, Yashar Bashirov, quien observó en él grandes tácticas potenciales e inusuales de pelea. Aghayev era muy diligente y tenía siempre voluntad de ganar, pero carecía de la experiencia internacional. Formó parte de la Selección Nacional en 1997, con la que debutó internacionalmente en una Copa del Mundo en Hungría. Desafortunadamente, en sus primeras actuaciones no tuvo éxito, pero el siguiente año ganó el Campeonato Abierto de Inglaterra.
Con 16 años debutó en el Campeonato Mundial Cadete & Junior de Karate que se celebró en octubre del 2001 en Grecia, quedando 5.º en la categoría Cadete -60kg. Al año siguiente se convirtió, en esta misma categoría, en Campeón de Europa en el Campeonato Europeo Cadete & Junior de Karate que se disputó en Alemania, de igual manera que hizo un año después en Polonia. Tres meses después, debutó como Senior en el Campeonato Europeo de Karate celebrado en Alemania, quedando en una pobre 6.ª posición, pero su año fue el siguiente, con tan solo 19 años se proclamó Campeón de Europa en la categoría Senior -65kg en Croacia. Hasta la actualidad dicho campeonato, que se celebra cada año, lo ha ganado un total de 9 veces. Su mayor logro llegó en 2006 en el Campeonato Mundial de Karate que se celebró ese año en Finlandia, quedando Campeón del Mundo en la categoría Senior -70kg, título que tiene un total de 4 veces, 2 de ellas las ganó en diferente categoría en Japón en 2008. Después de esto, el presidente de la Federación Mundial de Karate, Antonio Espinosa, lo apodó el 'Diamante del Karate Mundial'. Durante un tiempo en la 1.ª posición en la categoría 'Hombre Kumite -75kg' del ranking de la Federación Mundial de Karate, una lesión de rodilla le impidió combatir en 2014 perdiendo dicha posición. Fue en 2016, en Austria, donde ganó el Campeonato Mundial de Karate por 5.ª vez, convirtiéndose así en el único de la historia en conseguirlo en categoría individual.
Papel importante en la carrera deportiva de Aghayev jugó su entrenador del equipo sénior, Hidayat Shabanov, que durante más de 8 años lo entrenó y compartió con él toda la alegría de la victoria. Por sus logros deportivos en ámbito internacional, Aghayev repetidamente ha recibido premios de la dirección del Comité Nacional Olímpico, el Ministerio de Juventud y Deportes de la República de Azerbaiyán. También cabe destacar que durante varios años consecutivos ha estado entre los diez mejores deportistas del país. Gracias al patrocinador oficial de la Federación, Aghayev ha recibido del Banco Internacional de Azerbaiyán un apartamento nuevo en una de las zonas más lujosas del país, así como automóviles de alta gama de la marca Audi.

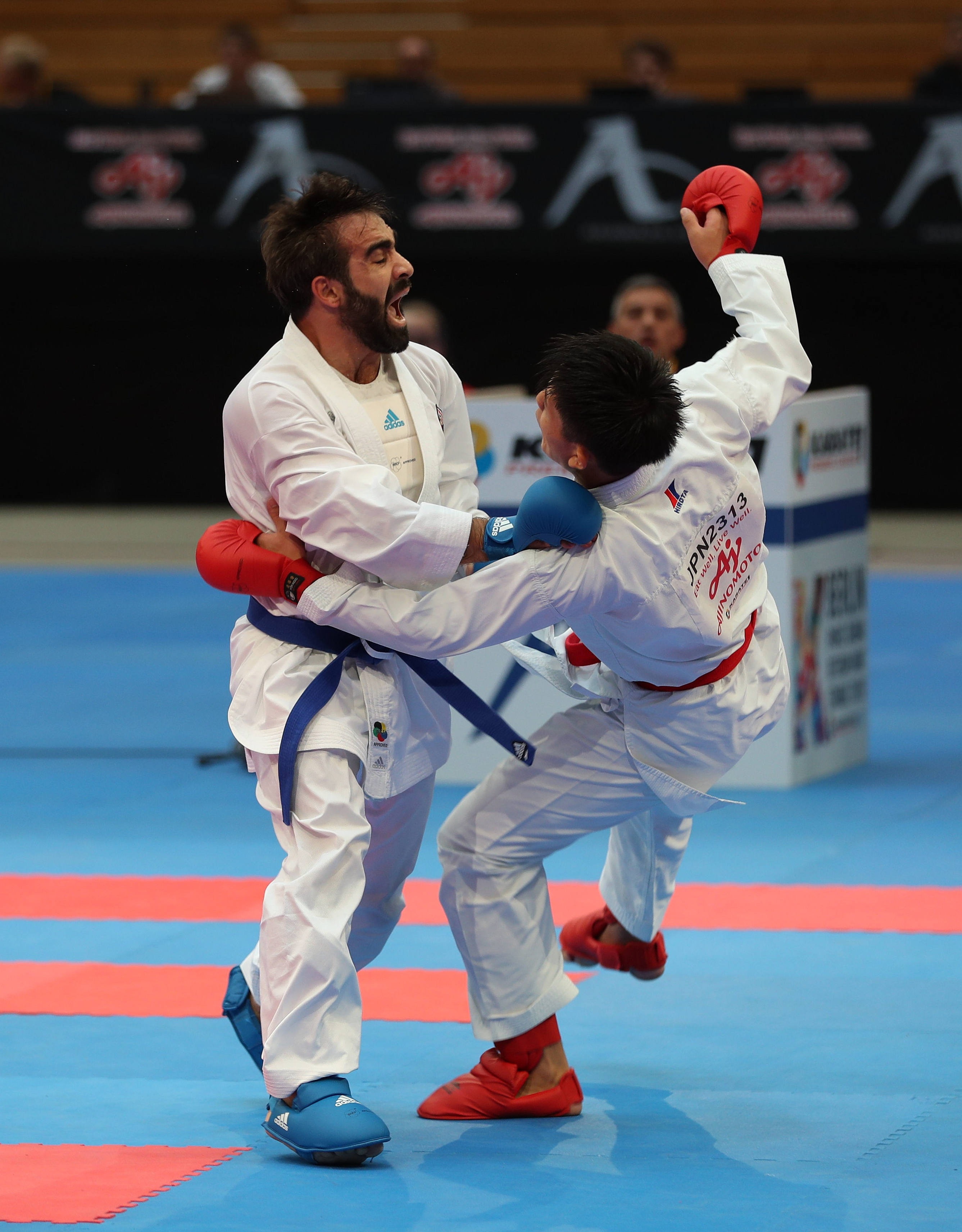
Rafael Ağayev en 2018

Actualmente, Rafael Aghayev ostenta el grado de Cinturón Negro 5.º Dan y compite como miembro del Qabala Club y de la Selección de Karate de Azerbaiyán, de la cual es capitán. Tiene dos entrenadores, el del equipo, Rahman Hatamov, y el personal, Fizuli Musayev. Su patrocinador oficial es Adidas.

## Además del karate
A pesar de todos los méritos y logros en el deporte, Rafael en la vida cotidiana es muy modesto y lleva a cabo una vida sencilla. Pasa su tiempo libre viendo películas, jugando al fútbol y charlando con los amigos. Rafael tiene un carácter increíble y sabe cómo encontrar la manera correcta de salir de situaciones difíciles.
Los dirigentes de la Federación de Karate de Azerbaiyán le facilitan todas las condiciones favorables para su formación y actuación en las competiciones internacionales. Además, tiene una beca mensual para su estabilidad financiera. La agenda de Rafael es muy ajetreada, porque tiene muchos fanes en todo el mundo, que están a la espera de su llegada con gran impaciencia. Prácticamente todos los meses recibe invitaciones de diferentes países del mundo para llevar a cabo varios seminarios educativos y de formación, sesiones de práctica en equipo, torneos, etc. Las invitaciones también provienen de los países más destacados en el combate Deportivo o "Shiai Kumite", como son: Francia, Alemania, España, Estados Unidos, Canadá, etc., donde los mejores especialistas están estudiando el estilo y las tácticas usadas por Rafael.

### Campeonato Mundial de Karate
| Medalla | Lugar               | Categoría            | Año  |
| ------- | ------------------- | -------------------- | ---- |
|         | (Alemania)          | Kumite Junior -64    | 2003 |
|         | Tampere (Finlandia) | Kumite Senior -70 kg | 2006 |
|         | Tokio (Japón)       | Kumite Senior -70 kg | 2008 |
|         | Tokio (Japón)       | Kumite Open          | 2008 |
|         | Belgrado (Serbia)   | Kumite Senior -75 kg | 2010 |
|         | Belgrado (Serbia)   | Kumite Equipo        | 2010 |
|         | París (Francia)     | Kumite Senior -75 kg | 2012 |
|         | Linz (Austria)      | Kumite Senior -75 kg | 2016 |

### Campeonato Europeo de Karate
| Medalla | Lugar                   | Categoría            | Año  |
| ------- | ----------------------- | -------------------- | ---- |
|         | (Alemania)              | Kumite Cadete -60 kg | 2002 |
|         | (Polonia)               | Kumite Cadete -65 kg | 2003 |
|         | Moscú (Rusia)           | Kumite Senior -65 kg | 2004 |
|         | (Grecia)                | Kumite Junior -65 kg | 2005 |
|         | Tenerife (España)       | Kumite Open          | 2005 |
|         | Bratislava (Eslovaquia) | Kumite Senior -70 kg | 2007 |
|         | Bratislava (Eslovaquia) | Kumite Open          | 2007 |
|         | Tallin (Estonia)        | Kumite Senior -70 kg | 2008 |
|         | Tallin (Estonia)        | Kumite Open          | 2008 |
|         | Tallin (Estonia)        | Kumite Equipo        | 2008 |
|         | Zagreb (Croacia)        | Kumite Senior -75 kg | 2009 |
|         | Zagreb (Croacia)        | Kumite Equipo        | 2009 |
|         | Atenas (Grecia)         | Kumite Senior -75 kg | 2010 |
|         | Atenas (Grecia)         | Kumite Equipo        | 2010 |
|         | Zúrich (Suiza)          | Kumite Senior -75 kg | 2011 |
|         | Tenerife (España)       | Kumite Senior -75 kg | 2012 |
|         | Tenerife (España)       | Kumite Equipo        | 2012 |
|         | Budapest (Hungría)      | Kumite Senior -75 kg | 2013 |
|         | Estambul (Turquía)      | Kumite Senior -75 kg | 2015 |
|         | Estambul (Turquía)      | Kumite Equipo        | 2015 |
|         | Montpellier (Francia)   | Kumite Senior -75 kg | 2016 |

### Karate1 Premier League
| Medalla | Lugar                   | Categoría     | Año  |
| ------- | ----------------------- | ------------- | ---- |
|         | París (Francia)         | Kumite -75 kg | 2012 |
|         | Tyumen (Rusia)          | Kumite -75 kg | 2013 |
|         | Almere (Holanda)        | Kumite -75 kg | 2015 |
|         | Dubái (Emiratos Árabes) | Kumite -75 kg | 2016 |
|         | Estambul (Turquía)      | Kumite -75 kg | 2016 |
|         | Hamburgo (Alemania)     | Kumite -75 kg | 2016 |
|         | Rabat (Marruecos)       | Kumite -75 kg | 2017 |

### Juegos Europeos
| Medalla | Lugar             | Categoría            | Año  |
| ------- | ----------------- | -------------------- | ---- |
|         | Bakú (Azerbaiyán) | Kumite Senior -65 kg | 2015 |

### Juegos Mundiales
| Medalla | Lugar           | Categoría            | Año  |
| ------- | --------------- | -------------------- | ---- |
|         | Cali (Colombia) | Kumite Senior -65 kg | 2013 |

### World Combat Games
| Medalla | Lugar                   | Categoría            | Año  |
| ------- | ----------------------- | -------------------- | ---- |
|         | San Petersburgo (Rusia) | Kumite Senior -65 kg | 2013 |

### Islamic Solidary Games
| Medalla | Lugar                    | Categoría            | Año  |
| ------- | ------------------------ | -------------------- | ---- |
|         | La Meca (Arabia Saudita) | Kumite Senior -65 kg | 2005 |
|         | Palembang (Indonesia)    | Kumite Senior -65 kg | 2013 |